# La Belle Jardinière
Lepa vrtnarica (La Belle Jardinière), znana tudi kot Madona z otrokom in sv. Janezom Krstnikom, je slika, ki jo je začel slikati italijanski umetnik visoke renesanse Rafael in jo je končal Ridolfo Ghirlandaio, ki prikazuje Madono, mladega Jezusa in mladega Janeza Krstnika. Domneva se, da jo je naročil sienski patricij Fabrizio Sergardi približno v letih 1507–1508. Trenutno je razstavljena v muzeju Louvre v Parizu v Franciji.

## Zgodovina
Ta slika velja za enega najbolj znanih portretov Madone italijanskega renesančnega slikarja Rafaela. Številni umetnostni zgodovinarji verjamejo, da je ta slika vrh Rafaelovih dosežkov in eno njegovih najmočnejših del iz njegove florentinske faze. Rafael je začel slikati La Belle Jardinière, potem ko je končal sliko Madona s ščinkavcem. To delo zrcali tudi njegova naslednja slika Madonna na travniku.
Raffael te slike ni mogel dokončati, preden je zapustil Firence. Kasneje jo je končal Ridolfo Ghirlandaio. Ghirlandaio je še posebej zaslužen za dokončanje modre Marijine halje. Sliko je kasneje francoski kralj Franc I. odnesel v Pariz, kjer je pridobila na popularnosti in so jo kopirali številni drugi umetniki.

## Opis
Slika prikazuje Marijo, otroka Jezusa in mladega Janeza Krstnika. Marija je v središču slike. Njen obraz predstavlja vrh piramidalne kompozicije, njeno telo pa zapolni večino preostalega prostora. Drži otroka Jezusa, ki stoji ob njeni nogi desno. Janez Krstnik je na tleh levo od Marije in z desno roko drži trsni križ. Marija v roki drži knjigo, ki ji počiva v naročju. Okoli vseh njihovih glav so rahli nimbi, značilnost, ki v visoki renesansi izgine. Pokrajina slike je čudovit podeželski vrt. Rafael je uporabil enotno naturalistično sestavo z bogatimi in svetlečimi barvami ter mešanico svetlobe in senc, da bi pomagal ustvariti zelo realistično vzdušje.

## Analiza
Ena od teh slik, ki opredeljujejo značilnosti, je Madona. Na njej se osredotoča slika. Okrog Jezusa ustvarja zaščito, ko jo gleda, medtem ko stoji na eni od njenih nog in kaže občutek odvisnosti in otroškega zaupanja. Na drugi strani kleči Janez Krstnik, ki drži enega od dveh verskih simbolov, ki jih vidimo v delu. Rafael se je oddaljil od prejšnje prakse postavljanja več verskih simbolov v sliko. Namesto tega združuje versko ikonografijo in čudovite pokrajine, da pokaže tako humanizem kot nauk katoliške cerkve. Drugi videni verski simboli so šibki nimbi, ki so izginili, ko so umetniki vstopili v visoko renesanso. Verjame se, da knjiga, ki jo ima Madona, vsebuje napovedovanje Kristusove smrti. Način, na katerega je Rafael sestavil sliko, ustvarja občutek intimnosti med Marijo in Jezusom, priča pa je Janez Krstnik. Položaji Marije in Jezusa ter v manjši meri Janeza Krstnika služijo kot predfiguracija pasijona in končne Jezusove smrti. Knjiga Mary hold govori o teh morebitnih dogodkih.

## Slog
Rafael je v Firencah preučeval dela Leonarda da Vincija, Michelangela in Fra Bartolommea. Svojo togo kompozicijo, ki je bila priljubljena med njegovo umbrijsko fazo, je zamenjal za novejši slog, na katerega je vplival njegov študij teh drugih umetnikov. Zdi se, da ta slika izhaja zlasti iz Leonardovih modelov, kot sta Devica in otrok s sveto Ano.
Slika odseva prostorne pokrajine Pietra Perugina. Uporabil je tudi priljubljeno sestavo piramide, ki je v visoki renesansi skupna umetnosti in tehniko sfumato. Druga značilnost La Belle Jardinière je zelo idealizirana lepota in milina Madone. Kljub navdihu pri drugem umetniku se je Rafael lahko premaknil mimo samo poustvarjanja drugih del in dodal lastni slog, da bi koristil svojim delom. 

## Druge slike
- Madonna na travniku
- Madonna s ščinkavcem